# Grevillea thelemanniana
Grevillea thelemanniana là một loài thực vật có hoa trong họ Quắn hoa. Loài này được Hügel ex Lindl. miêu tả khoa học đầu tiên năm 1839.